# Nemaschema chlorizans
Nemaschema chlorizans är en skalbaggsart som beskrevs av Fauvel 1906. Nemaschema chlorizans ingår i släktet Nemaschema och familjen långhorningar. Inga underarter finns listade i Catalogue of Life.